# Boris Cijan
Boris Cijan, slovenski aeronavtični inženir, letalski konstrukter, vojaški lovski testni pilot in inštruktor letenja, univerzitetni profesor * 11. februar 1909, Gorica, Avstro-Ogrska, † 14. avgust 1993, Beograd, Zvezna republika Jugoslavija.
Leta 1929 je bil soustanovitelj in vodja prve akademske jadralne skupine v Jugoslaviji za gradnjo in letenje z jadralnimi letali v okviru aerokluba Naša Krila Maribor. Najbolj znan je po konstrukcijah jadralnih letal in šolskih vojaških letal, javnosti najbolj poznani model je šolsko vojaško letalo Utva Aero 3, Ikarus Kurir, Utva Trojka in jadrilica Ikarus Meteor. Napisal je eno izmed najbolj obsežnih del o jadralnem letalstvu, ki je izšlo leta 1949, njegovi kolegi so ga klicali oče jadriličarstva Jugoslavije. 

## Življenjepis
Rodil se je v Gorici. Po končani gimnaziji v Mariboru se je leta 1928 vpisal na Ljubljansko univerzo. Študij strojništva je nadaljeval na Češkoslovaškem na Deutsche technische Hohschule v Pragi. Leta 1929 sta z Vojko Humekom ustanovila akademsko jadralno skupino v okviru aerokluba Naša krila, v kateri so tega leta začeli graditi jadralna letala lastne konstrukcije. Leta 1933 je kot prvi slovenec pridobil diplomo jadralnega pilota in uradno C značko (1h 4min, prelet 74km) ter naziv učitelj jadralnega letenja, šolal se je v letalski šoli Beziechovo na Poljskem. Leta 1934 je diplomiral v Pragi in na prošnjo akademskega aerokluba v Beogradu odšel na Zlatibor za pomoč pri ustanavljanju jadralnega centra. Vodenje akademske jadralne skupine v Mariboru je prevzel njegov klubski kolega Šoštarič. Leta 1934 je dosegel rekord z letalom Hols der teufel na Zlatiboru v dolžini (4,5 km). Po vojaškem roku je končal šolo rezervnih letalskih oficirjev v Petrovaradinu in postal podporočnik letalstva. Leta 1935 se je zaposlil v civilnem oddelku poveljstva vojnega letalstva v sektorju jadralnega letalstva. Leta 1936 je postavil nov jadralni jugoslovanski rekord v trajanju (5h 17min) v Darmstadtu z letalom President. Leta 1937 so v aerodinamičnem tunelu Tehničnega jadralnega inštituta ITS v Lvovu na Poljskem preizkusili njegovo jadralno konstrukcijo letalo Galeb. Leta 1938 je v Zemunu zaključil letalsko lovsko šolo ter postal testni pilot. Letel je na vseh lovskih letalih kraljevega letalstva, preizkušal je lovska letala, preden so jih prevzele operativne enote. Preizkusil je 23 doma zgrajenih letal Hurricane in 85 lovskih letal Me 109, kupljenih v Nemčiji. Leta 1940 je izdal knjigo Vazduhoplovno jedriličarstvo. Leta 1941 je v aprilski vojni vodil patruljo 7 letal Hurricane, ki je napadla motorizirano sovražno kolono v Kačaički klisuri. Leta 1945 je postal vodja tehničnega oddelka poveljstva vojnega letalstva. V letu 1949 je izdal obsežno knjigo: Vazduhoplovno jedriličarstvo. Doktorski naziv je pridobil leta 1972 iz področja fluidov v Beogradu. Bil je redni profesor na fakulteti v Novem Sadu in več tehničnih šolah v Beogradu in Zrenjaninu. Bil je aktiven sodelavec LZJ in dolgoletni član OSTIV Organisation Scientifique et Technique du Vol à Voile - znanstvena organizacija za jadralno letalstvo, kjer je bil pobudnik za uvedbo standardnega jadralnega letala s 15 metrsko razpetino in avtor predpisov za izdelavo jadralnih letal OSTIV. Letalski kolegi so ga klicali oče jadriličarstva jugoslavije.

## Konstrukcije letal
Konstrukcije letal:
- Aero 1 130 BHP,
- Aero 2 160 BHP,
- Aero 3 180 BHP,
- Utva Trojka 65 BHP,
- Kurir 180 BHP in
- Hidroplan Kurir 260 BHP.

## Konstrukcije jadralnih letal
Njegove konstrukcije jadralnih letal so:
- Skakavec,
- Galeb,
- Galeb II 1:22,
- Orel I 1:32,
- Orel II 1:36,
- Kobec 1:28,
- Meteor 1:38.